# Einzelzeitfahren der Frauen bei den Commonwealth Games
Seit 1934 (II. British Empire Games in London) werden Wettbewerbe im Radsport im Rahmen der Commonwealth Games (früher British Empire Games) für Radrennfahrer aus den Ländern der Commonwealth of Nations veranstaltet. Das Einzelzeitfahren der Frauen bei den Commonwealth Games ist seit 1998 Bestandteil der Commonwealth Games. Der Wettbewerb ist für Radrennfahrerinnen aus den Ländern der Commonwealth of Nations offen.

## Palmarès
- 1998  Anna Wilson
- 2002  Clara Hughes
- 2006  Oenone Wood
- 2010  Tara Whitten
- 2014  Linda Villumsen
- 2018  Katrin Garfoot
- 2022  Grace Brown
- 2026